# Interface Message Processor

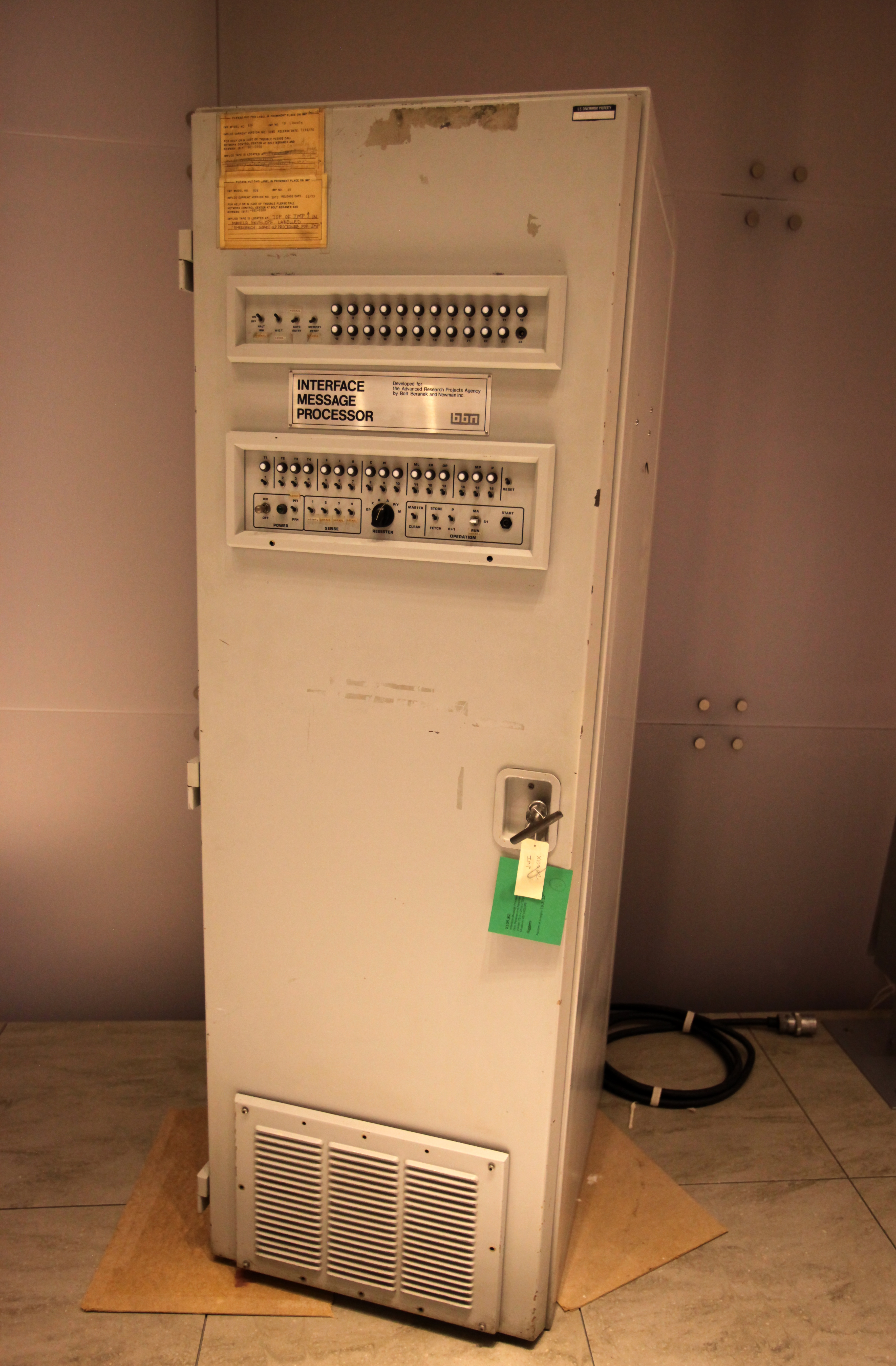
前面から見たIMP

Interface Message Processor（IMP）は、ネットワーク間のパケット転送を行う装置である。現在のインターネットの根幹を成すルータの原型に当たるものである。

## 歴史
現在のインターネットの起源に当たる、1969年のARPANET誕生において、重要な役割を果たした。
1960年代初頭のポール・バランのパケット通信に関する種々の研究成果を受けて、1967年4月にARPAで行われたARPANET Design Sessionにおいて、IMPのアイデアに関する最初の議論が行われ、1969年にARPANETの開発に参加していたローレンス・ロバーツやBBN社のボブ・カーン達により開発された。パケット転送の機構はストアアンドフォワード型として設計された。また、各ルータは2秒毎に経路情報を送信し、最小のトランジットタイムを持つ経路を評価すると共に、0.5秒毎に経路表を各送信先までのトランジットタイムを最小にするように更新する、動的なルーティング・アルゴリズムも実装された。このアルゴリズムもポール・バランが考案したものである。
1969年のIMPの発明後、NCPと呼ばれるプロトコル・スタックの試作が行われた。1969年10月29日におけるIMPを用いた通信成功により、世界で初めて異なる組織のネットワークが相互接続され、ARPANETの概念が実証された。この実験が行われた当時のARPANETは極めて脆弱なシステムであり、最初に送信する予定のLOGINという文字列のうち、LとOを伝達し終えた瞬間にシステムがクラッシュしてしまった。1970年にはNCPが本格運用が可能な状態にまで完成された。
1983年1月1日には高機能化とスタックの構造の整理を目的とした、NCPからTCP/IPへの移行が完了した。Internet Protocolが運用され始めたこの時から、技術的な意味でのインターネットが始まったと言える。
1982年にはARPANETにおいて実行されるルーティングプロトコルが、最小のホップ数を持つ経路を計算するディスタンスベクタ型のGGPへと移行し、1984年には同じくディスタンスベクタ型のEGPに移行し、1989年からは各組織のネットワーク管理者のポリシーを反映可能なパスベクタ型のBGPに移行した。
1981年にARPANETに接続できない学術機関向けにCSNETが構築された。1983年にセキュリティ上の都合で、軍用インターネットバックボーンであるMILNETがARPANETから切り出される形で独立した。1985年に新規に構築されたNSFNETのシェア増加と共にARPANETが縮小され、新しいルータの導入と共に、実運用されているIMPの台数も減少して行った。1990年にはNSFNETのシェア増加を理由としてARPANETが廃止され、ARPANETで運用されていた極少数のIMPは、廃棄されるか、MILNETに移管されることになった。

## 1号機
IMPの1号機は1969年に、ハネウェルのミニコンピュータ・DDP516をベースとして開発された。開発の中心となったのは、当時ARPA（防衛高等研究計画局）でパケット通信網の研究を行っていたローレンス・ロバーツ、BBN社のボブ・カーンら。ARPANETの開発趣旨（軍事要求）から防爆型の筐体を採用したことで外観は金庫に似ており、外寸は家庭用大型冷蔵庫に近い。
1号機はカリフォルニア大学ロサンゼルス校 (UCLA)のレナード・クラインロック教授の研究室に設置され、現在もUCLAの図書館に保存されている。